# قلعه مونتوئنگا

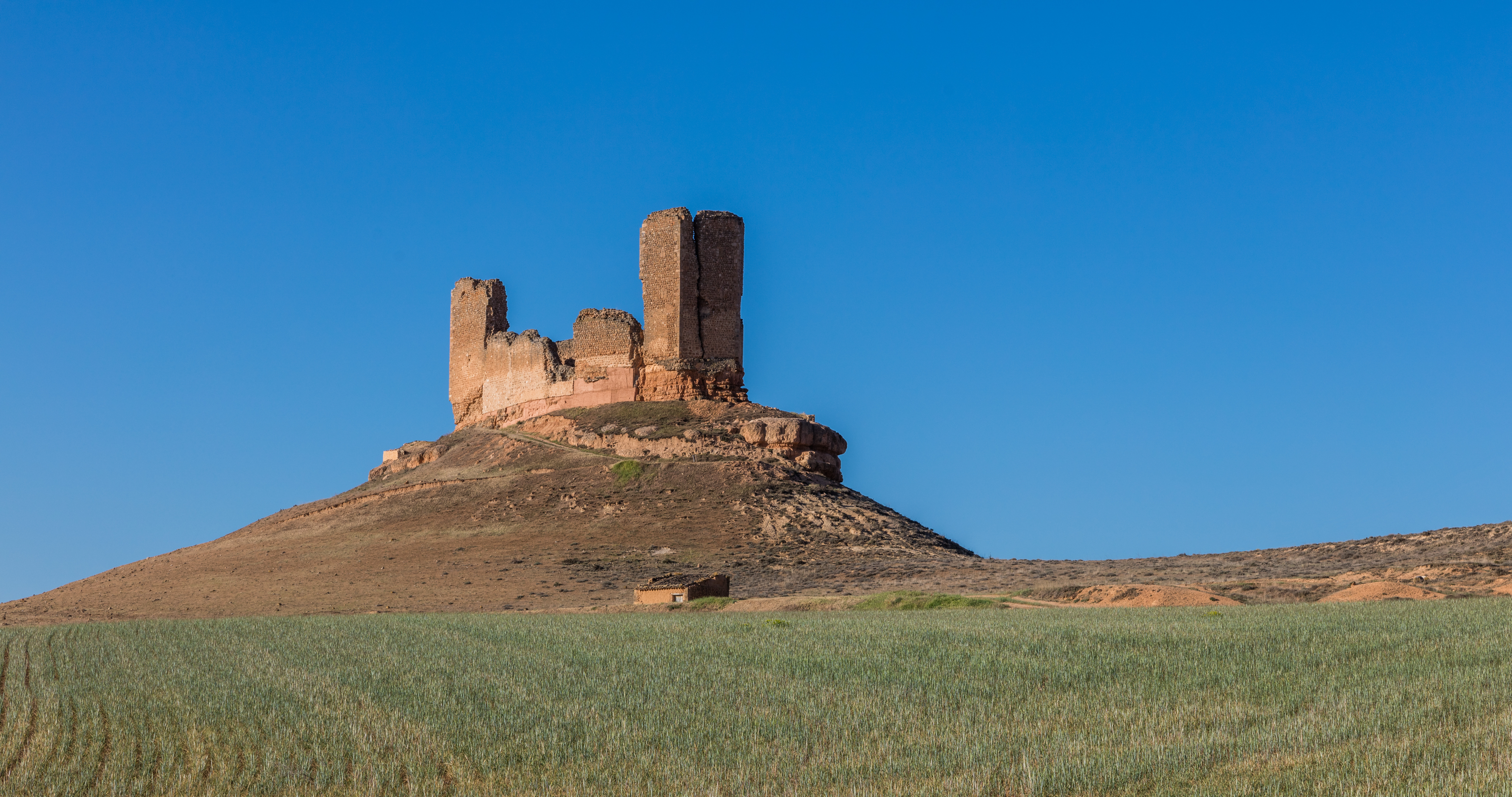
نگاره‌ای از بقایای دژ مونتوئنگا

قلعه مونتوئنگا (به اسپانیایی: Castillo de Montuenga) نام دِژی سنگی مربوط به سده‌های میانه است که در نزدیکی شهر سُریا، اسپانیا واقع شده‌است. قلعهٔ مونتوئنگا در دوره‌ای از پادشاهی کاستیل ساخته‌شد و مورد استفاده نظامی قرار داشت.